# Нойщат ан дер Донау
Нойщат ан дер Донау (на немски: Neustadt an der Donau; Neustadt a.d.Donau) е град в района на Келхайм в Долна Бавария, Германия с 14 045 жители (към 31 декември 2017). Градът е известен най-вече чрез курорта Бад Гьогинг.
Градът се намира на река Дунав между Инголщат и Регенсбург. В територията на града реките Илм и Абенс се вливат в Дунав.
Нойщат получава права на град на 11 май 1273 г. чрез херцог Лудвиг Строги. Това е най-старото даване на градски права в Бавария. През 1277 г. Нойщат е споменат за пръв път с това име.
- Даването на права на град от 1273
- Кметството
- Старата част на града
- Дунав при Нойщат